# Duško Klisović
Duško Klisović (Šibenik, 15. rujna 1947.), svjetski poznati hrvatski vaterpolski sudac i športski djelatnik iz Šibenika. Po struci je pravnik.

## Životopis
Športsku karijeru počeo je kao košarkaš. Bio je solidan u tom športu u danima kad se u Šibenik vratio prof. Ivica Slipčević. Još u gimnazijsko vrijeme surađivao s Veliborom Baošićem u jačanju plivačkoga kluba Šibenik, a to je bilo u vrijeme kad se na šibenskoj Crnici plivala i ondašnja Prva liga. Zbog zdravstvenih je razloga prekinuo igračku karijeru kad je imao samo 18 godina. Ostao je uz bazen trenirati mlađe naraštaje.
Uslijedio je prijedlog splitskih športskih djelatnika Tonija Petrića i Feđe Penović. Dali su mu zamisao neka pokuša biti vaterpolskim sudcem. Poslušao ih je.  Brzo je napredovao. S dvadeset je godina položio sudački ispit. Brzo je postao prvoligaški sudac. 1970. godine je postao najmlađi međunarodni sudac koji je nosio LEN-inu oznaku. Postigao je to sa samo 23 godine. U vaterpolskom suđenju napravio je veliku karijeru. Sudio je sa Željkom Klarićem s kojim je bio najbolji sudački par na svijetu.
Sudio je na brojnim velikim športskim natjecanjima i završnicama europskih športskih kupova. Od Olimpijada, sudio je na OI u Moskvi 1980. te u Los Angelesu 1984. godine. Klisovićeva se zviždaljka čula i na devet europskih prvenstava. Od klupskih natjecanja, sudio je na trima europskim superkupovima, četirima završnicama Kupa pobjednika kupova i Kupa LEN.
Bio je športski dužnosnik. Odbornik Odbora za unaprjeđenje vaterpola pri Europskoj plivačkoj federaciji, Upravnog odbora Hrvatskoga vaterpolskog saveza (od 1990. godine) i Upravnog odbora Jadranske vaterpolske lige. Predsjedavao je Udrugom sudaca. Supervizor u Prvenstvu i Kupu Hrvatske u vaterpolu te u Jadranskoj vaterpolskoj ligi.
Mnogo je kao entuzijast pridonio 15. svjetskom juniorskom prvenstvu u vaterpolu 2009. održanom na bazenima na šibenskoj Crnici, koje je bilo i jednim od razloga dobivanja državne športske nagrade. Bio je na tom prvenstvu izvršni direktor Organizacijskog odbora svjetskog prvenstva, na kojem je Hrvatska osvojila zlato.
Osim vaterpola, bio je entuzijast i za boćanje. Skupa s Antom Kulušićem dao je osnove prvoligašu Croatia osiguranju.

## Nagrade
Dobitnik godišnje državne nagrade za šport "Franjo Bučar" za 2009. godinu.
LEN i FINA su mu dodijelile priznanje za dugogodišnji doprinos europskom i svjetskom vaterpolu.